# Valentina Visconti (cypriotisk drottning)
Valentina Visconti, född 13??, död 1393, drottning av Cypern, gift med kung Peter II av Cypern. 

## Biografi
Hon var dotter till Bernabo Visconti av Milano och Beatrice Regina della Scala. 
Valentina lovades bort som brud åt Peter II vid hans fars besök i Milano 1363. Vigseln skulle ske 1373, men hon kunde inte resa till Cypern på grund av det då pågående kriget mellan Cypern och Genua. Vigseln ägde i stället rum genom ombud i Milano 1377, varpå Valentina anlände till Cypern 1378. 
Valentina kom inte överens med sin svärmor,  Eleonora av Aragonien, som därför skickades hem till Aragonien av maken. Valentina fick en dotter år 1380. Vid Peter II:s död 1382 ville cyperioterna utropa hennes dotter till monark, med Valentina själv som regent under dennas omyndighet. Valentina gick med på saken, men dottern dog plötsligt innan planerna hann realiseras, och tronen ärvdes då av makens bror, Jacob. 
Hon ska år 1383 ha gift om sig med en greve Galeazzo.   